# Мизогиния
Мизогини́я (от др.-греч. μῖσος — «ненависть» и γυνή — «женщина», женоненави́стничество) — ненависть, неприязнь, либо укоренившееся предубеждение по отношению к женщинам (девушкам, девочкам). Мизогинист, или мизогин — человек, которому свойственна мизогиния. Мизогиния может проявляться в форме дискриминации женщин по признаку пола, их принижения, насилия в отношении женщин или сексуальной объективации.

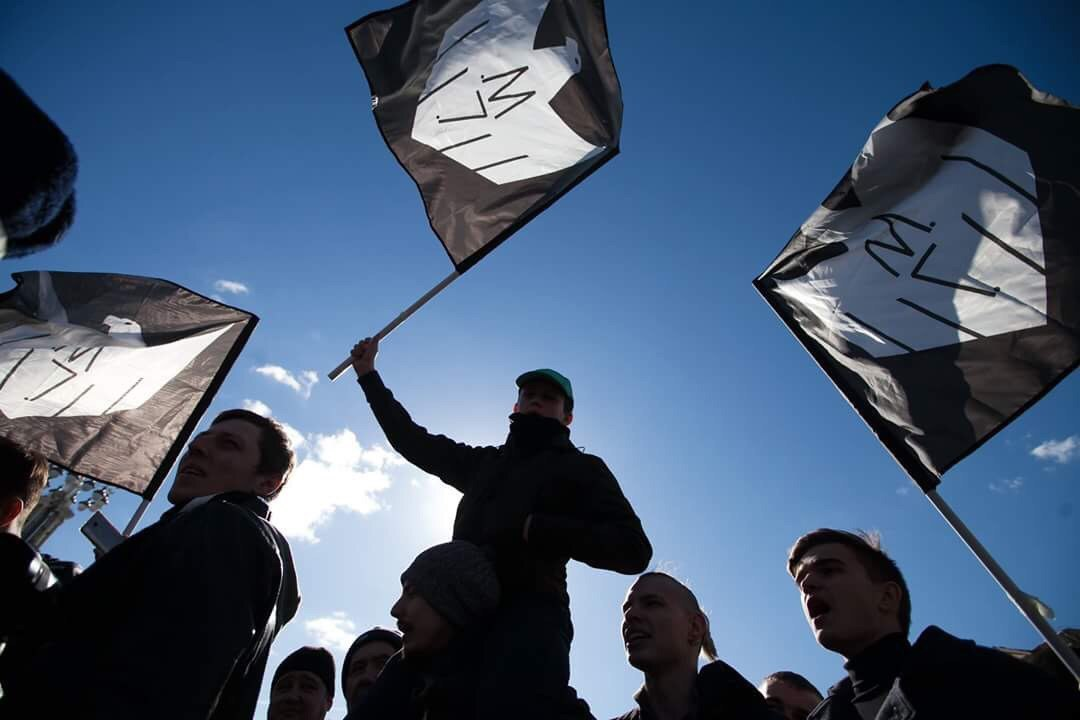
Жено- и детоненавистническое «Мужское государство» на митинге в Москве 26 марта 2017 года

Мизогиния может быть связана с культурой, в которой мужчину воспитывают так, чтобы он считал себя выше, а женщин воспитывают как служанок мужчин. Культура женоненавистничества может также включать в себя неприятие и дискриминацию традиционно женских черт и поведения и чрезмерное внимание к мужественности.
Женоненавистничество проявляется в обществе как, например, сексизм, социальная изоляция, насилие в отношении женщин, в социальных ситуациях, принижение женщин и объективация женских тел.
Мизогинию выделяют как яркую черту многих мифологических, религиозных и философских систем. В частности, многие авторы характеризуют культуру Древней Греции как женоненавистническую, а также отмечают мизогинию таких философов, как Артур Шопенгауэр и Фридрих Ницше. Мизогинию и её примеры можно найти в религиозных текстах, классической литературе и современных СМИ[каких?].

## Мизогиния в религии
В греческой мифологии мужчины жили в мире, пока царь богов Зевс не рассердился на Прометея и не проклял мужчин, сделав первую женщину Пандорой. В мифологии Пандора стала известна тем, что открыла ящик несчастий и бедствий (таких как смерть, болезни и старость), которые разлетелись по всему миру. Таким образом, на практике греческая мифология обвиняла Пандору (и женщин) и её ящик во всех злых вещах в мирах.
Христианство, с другой стороны, говорит нам, что первые два человека в мире, Адам и Ева, жили в раю и были изгнаны из рая, когда Ева вкусила запретный плод, который дал ей способность отличать добро от зла. Ева также соблазнила Адама попробовать плод, и поступок Евы навсегда проклял женщин схватками.
Эти религиозные истории можно интерпретировать как примеры женоненавистничества, потому что они рассказывают, что мужчины жили по воле своих богов до тех пор, пока женские персонажи не были «непослушны» и разрушили мир своими действиями. Религиозные тексты и их женоненавистнические послания преподаются поколениям как факты и используются в качестве оправдания систематического притеснения и ограничения прав женщин.

### В христианстве
В христианстве существует множество деноминаций, различающихся между собой. Как проявления мизогинии обычно рассматривают запрет женского священства, антиабортную политику Ватикана и некоторые догматы, например требование молчания женщин в церкви. Последнее предписывается в 1Кор. 14:34: «Жёны ваши в церквах да молчат, ибо не позволено им говорить, а быть в подчинении, как и закон говорит» (др.-греч. αἱ γυναῖκες ὑμῶν ἐν ταῖς ἐκκλησίαις σιγάτωσαν· οὐ γὰρ ἐπιτέτραπται αὐταῖς λαλεῖν, ἀλλʼ ὑποτάσσεσθαι, καθὼς καὶ ὁ νόμος λέγει).
После принятия «ведовской буллы» папы Иннокентия VIII «Summis desiderantes affectibus» (1484) за первые 150 лет в Германии, Испании и Италии на аутодафе было сожжено более 30 тысяч женщин, обвинённых в ведьмовстве. Практическим пособием по охоте на ведьм был классический мизогинистский текст «Молот ведьм», написанный монахами-инквизиторами Инститором и Шпренгером, вдохновивший католическую церковь на массовое насилие над женщинами.
Однако многие учёные считают, что христианство не включает женоненавистнические принципы или, по крайней мере, что правильная интерпретация христианства не будет включать женоненавистнические принципы. Дэвид М. Шолер, библеист из Фуллеровской теологической семинарии, заявил, что стих Галатам 3:28 («Нет ни Иудея, ни Еллина, нет ни раба, ни свободного, нет ни мужчины, ни женщины; ибо все вы одно в Христос Иисус») является «фундаментальным богословским основанием Павла для включения женщин и мужчин как равных и взаимных партнеров во все служения церкви». В своей книге «Равенство во Христе?» В Послании к Галатам 3:28 и гендерном споре Ричард Хоув утверждает, что, хотя Послание к Галатам 3:28 действительно означает, что пол человека не влияет на спасение, «остается образец, согласно которому жена должна подражать подчинению церкви Христу и муж должен подражать любви Христа к церкви».

### В исламе
Задокументирована масса случаев мизогинистских письменных и устных высказываний исламских мулл с оправданием убийств чести и домашнего насилия над женщинами.
В 34-м аяте четвёртой суры Корана «Женщины (Ан-Ниса)» утверждается преимущество мужчин над женщинами.

Мужчины являются попечителями женщин, потому что Аллах дал одним из них преимущество перед другими и потому что они расходуют из своего имущества. Праведные женщины покорны и хранят то, что положено хранить, в отсутствие мужей, благодаря заботе Аллаха. А тех женщин, непокорности которых вы опасаетесь, увещевайте, избегайте на супружеском ложе и побивайте. Если же они будут покорны вам, то не ищите пути против них. Воистину, Аллах — Возвышенный, Большой.
Оригинальный текст (ар.)الرِّجَالُ قَوَّامُونَ عَلَى النِّسَاءِ بِمَا فَضَّلَ اللَّهُ بَعْضَهُمْ عَلَى بَعْضٍ وَبِمَا أَنفَقُوا مِنْ أَمْوَالِهِمْ فَالصَّالِحَاتُ قَانِتَاتٌ حَافِظَاتٌ لِّلْغَيْبِ بِمَا حَفِظَ اللَّهُ وَاللَّاتِي تَخَافُونَ نُشُوزَهُنَّ فَعِظُوهُنَّ وَاهْجُرُوهُنَّ فِي الْمَضَاجِعِ وَاضْرِبُوهُنَّ فَإِنْ أَطَعْنَكُمْ فَلَا تَبْغُوا عَلَيْهِنَّ سَبِيلًا إِنَّ اللَّهَ كَانَ عَلِيًّا كَبِيرًا
— Коран 4:34, перевод исламоведа и богослова Кулиева Э. Р.

### В индуизме
Законы Ману требуют, чтобы женщина всю свою жизнь находилась под покровительством отца, мужа, сына (в зависимости от возраста женщины), родственника или, при их отсутствии, у князя, и запрещают ей добиваться независимости.

### В сикхизме
Само вероучение сикхизма не является мизогиническим, однако убийства чести и домашнее насилие стали частью сикхской культуры вследствие мизогинистских интерпретаций.

## Мизогиния в западной философии XVIII—XIX веков
Мизогинистские[уточнить] взгляды выражали многие западные философы. Так, Отто Вейнингер в своей книге «Пол и характер» называет женское начало «ничтожным», лишённым реального существования, сознания и рациональности.
Мизогиническим является эссе немецкого философа Артура Шопенгауэра «О женщинах» (нем. Ueber die Weiber) в Parerga and Paralipomena, где он заявляет, что «женщина по своей натуре обречена на повиновение», а также что «между мужчинами существует от природы простое равнодушие; между женщинами уже природная враждебность».
Взгляды Фридриха Ницше на женщин являются одним из наиболее противоречивых вопросов его мировоззрения. Он связывал высшие формы цивилизации с более жёстким контролем над женщинами («По ту сторону добра и зла», 7:238). Ницше известен такими мизогинистскими высказываниями, как «Ты идёшь к женщине? Не забудь плётку».

## Мизогиния в цифровом веке

### В киберпространстве
Мизогиническая риторика широко распространена в Интернете и становится всё более агрессивной. Разгораются публичные дебаты по поводу гендерных атак, что подчас порождает призывы к политическому вмешательству и ведёт к большей отзывчивости со стороны социальных сетей, таких как Facebook и Twitter.
На основании результатов исследования 2016 года, проведённого аналитическим центром Демос, был сделан вывод, что 50 % всех женоненавистнических твитов в микроблогах Twitter принадлежат самим женщинам.
Большая часть страдающих от мизогинии — это публично известные женщины, которые говорят о получаемых ими угрозах, и женщины, которые, как считается, связаны с феминизмом. Авторы женоненавистнических сообщений обычно анонимны или трудноидентифицируемы. Их риторика включает в себя женоненавистнические эпитеты, сексуальную объективацию, концентрирующуюся на внешнем виде женщин и предписывающую сексуальное насилие как корректирующее средство для таких женщин. Примерами известных женщин, которые высказывались о женоненавистнических нападениях, являются Анита Саркисян, Лори Пенни, Кэролайн Криадо Перес, Стелла Криси и Линди Уэст.
Оскорбления и угрозы в отношении разных женщин, как правило, очень похожи. Сэди Дойл, которая была мишенью онлайн-угроз, отметила «подавляющее, безличное, повторяющееся, стереотипное качество» злоупотребления, тот факт, что «всех нас называют одними и теми же вещами, в одном тоне».

### В блогах
Одним из известных представителей мизогинии в России XXI века является инфобизнесмен, коуч Арсен Маркарян. Он утверждает, что женщины уступают мужчинам физически и интеллектуально, но превосходят их в психологических манипуляциях. Маркарян считает, что мужчины должны осознать свою уникальность и научиться ставить женщин на своё место с помощью аргументов и убеждений. Его риторика вызвала критику, но нашла отклик у некоторых мужчин, разделяющих его взгляды на взаимоотношения полов. Маркаряна сравнивают с другими известными мизогинами, такими как Владислав Поздняков и Алексей Поднебесный.

## Трансмизогиния
Отдельно выделяется особая форма угнетения, которой подвергаются транс-женщины, — трансмизогиния, являющаяся интерсекциональным пересечением трансфобии и мизогинии. Трансгендерные женщины подвергаются систематической маргинализации не просто за то, что нарушают гендерные нормы, но также и за то, что в обществе мужского господства они выбирают отказ от своего привилегированного статуса мужчин в пользу презираемой и обесцениваемой фемининности. Данная форма дискриминации основывается на традиционном сексизме — «вере в то, что женственность по ценности ниже, чем маскулинность, и существует прежде всего в интересах последней», а также на оппозиционном сексизме, то есть «вере в то, что женщины и мужчины — жёсткие, взаимоисключающие категории».

## Мизогинуар
В чёрном феминизме выделяется форма интерсекционального пересечения мизогинии и расизма по отношению к афроамериканкам — мизогинуар. Трансмизогинуаром называется пересечение трансмизогинии и расизма по отношению к трансгендерным афроамериканкам.

## Версия феминизма
Сторонники одной версии считают, что мизогиния является следствием комплекса Мадонны и Блудницы, который заключается в неспособности рассматривать женщин иначе, кроме как в роли либо «матери», либо «проститутки» (блудницы). Люди с таким комплексом относят каждую встретившуюся женщину к одной из этих двух категорий. Сторонники другой версии видят одну из причин мизогинии в том, что некоторые мужчины придерживаются дихотомии девственница/шлюха и вследствие такой позиции считают «шлюхами» любых женщин, не придерживающихся авраамического стандарта моральной чистоты.
В конце XX века сторонники феминизма второй волны утверждали, что мизогиния является одновременно и причиной, и результатом патриархальной социальной структуры.
Термин, обозначающий ненависть к мужчинам, — «мизандрия», популяризированный представителями движения за права мужчин, широко подвергается критике как пример ложной аналогии. Марк Уэлетт утверждает, что мизандрии «не хватает системной, трансисторической, институционализированной и законодательной антипатии мизогинии».